# Lomocyma oegrapha
Lomocyma oegrapha là một loài bướm đêm thuộc họ Sphingidae. Loài này có ở Madagascar.